# Bechuanaland britannico
Il Bechuanaland britannico è stato una colonia della corona britannica avente breve durata, essendo esistito nell'Africa meridionale dalla sua formazione il 1º settembre 1885 fino alla sua annessione nella confinante Colonia del Capo il 16 novembre 1895. Il Bechuanaland britannico aveva un'estensione territoriale di 51 424 mi² (133 188 km²) e una popolazione di 84 210 abitanti. Attualmente la regione fa parte del Sudafrica.

## Storia

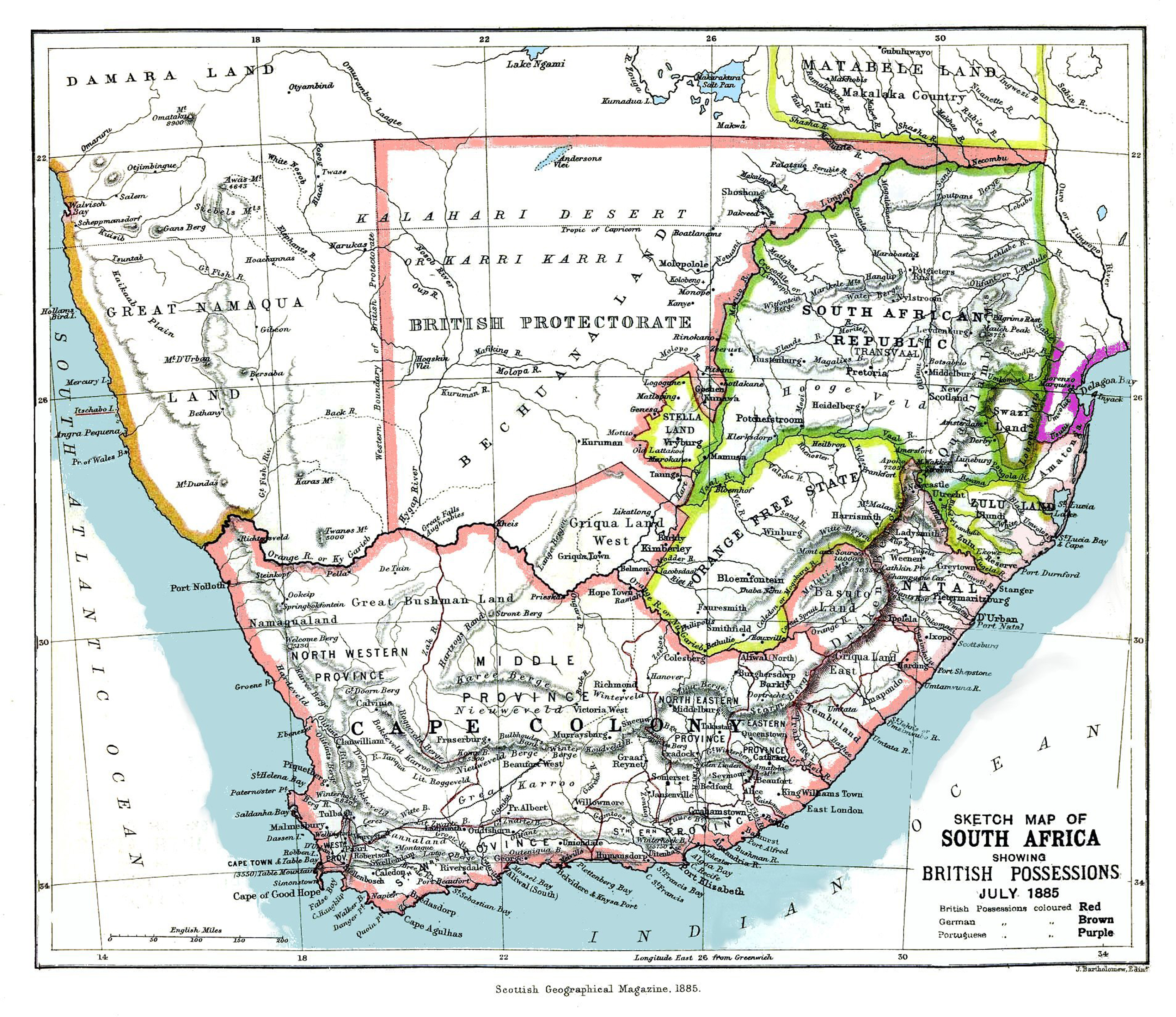
Mappa del 1885 che mostra il Protettorato del Bechuanaland prima della creazione della colonia della corona del Bechuanaland britannico e del Trattato di Helgoland-Zanzibar.

Con il nome di Bechuanaland si indicava il paese del popolo tswana; tale territorio fu suddiviso a scopo amministrativo in due diverse entità: la parte settentrionale era nota come Protettorato del Bechuanaland, mentre la parte meridionale, sita a sud del fiume Molopo, corrispondeva alla colonia della corona del Bechuanaland britannico.
Nel 1882 il Bechuanaland britannico subì due secessioni, da parte degli stati boeri dello Stellaland e del Goshen. Per molti mesi, a partire dal 1883, furono esercitate pressioni sul governo britannico per fare qualcosa nel Bechuanaland per l'instabilità della regione. Il 29 ottobre 1884 sir Charles Warren fu nominato dal governo Commissario Speciale del Bechuanaland. Il 13 novembre 1884 il Parlamento stanziò la somma di 675 000 sterline (pari a oltre 32 milioni di sterline attuali) per un intervento militare nel Bechuanaland. Sir Charles Warren fu autorizzato a reclutare un esercito irregolare di 1 500 elementi in Sudafrica in aggiunta alle truppe regolari che sarebbero state fornite.
Un esercito di 4 000 soldati, al comando di sir Charles Warren, partì per riconquistare lo Stellaland e il Goshen. Il 7 febbraio 1885 i militari raggiunsero Vryburg, la principale città dello Stellaland, indi proseguirono verso Mafeking, principale città del Goshen. L'8 aprile 1885 Sir Charles Warren spedì un dispaccio per notificare al governo britannico che aveva occupato il Bechuanaland e ristabilito interamente l'ordine. Le due repubbliche boere erano cadute senza alcuno spargimento di sangue.
Il 30 settembre 1885 lo Stellaland, il Goshen e gli altri territori a sud del fiume Molopo furono uniti per costituire la colonia della corona del Bechuanaland britannico. Nel 1891 l'Unione doganale dell'Africa meridionale fu allargata al Bechuanaland britannico. Nel 1895 la colonia fu annessa alla Colonia del Capo.